# مسجد هاجرخاتون

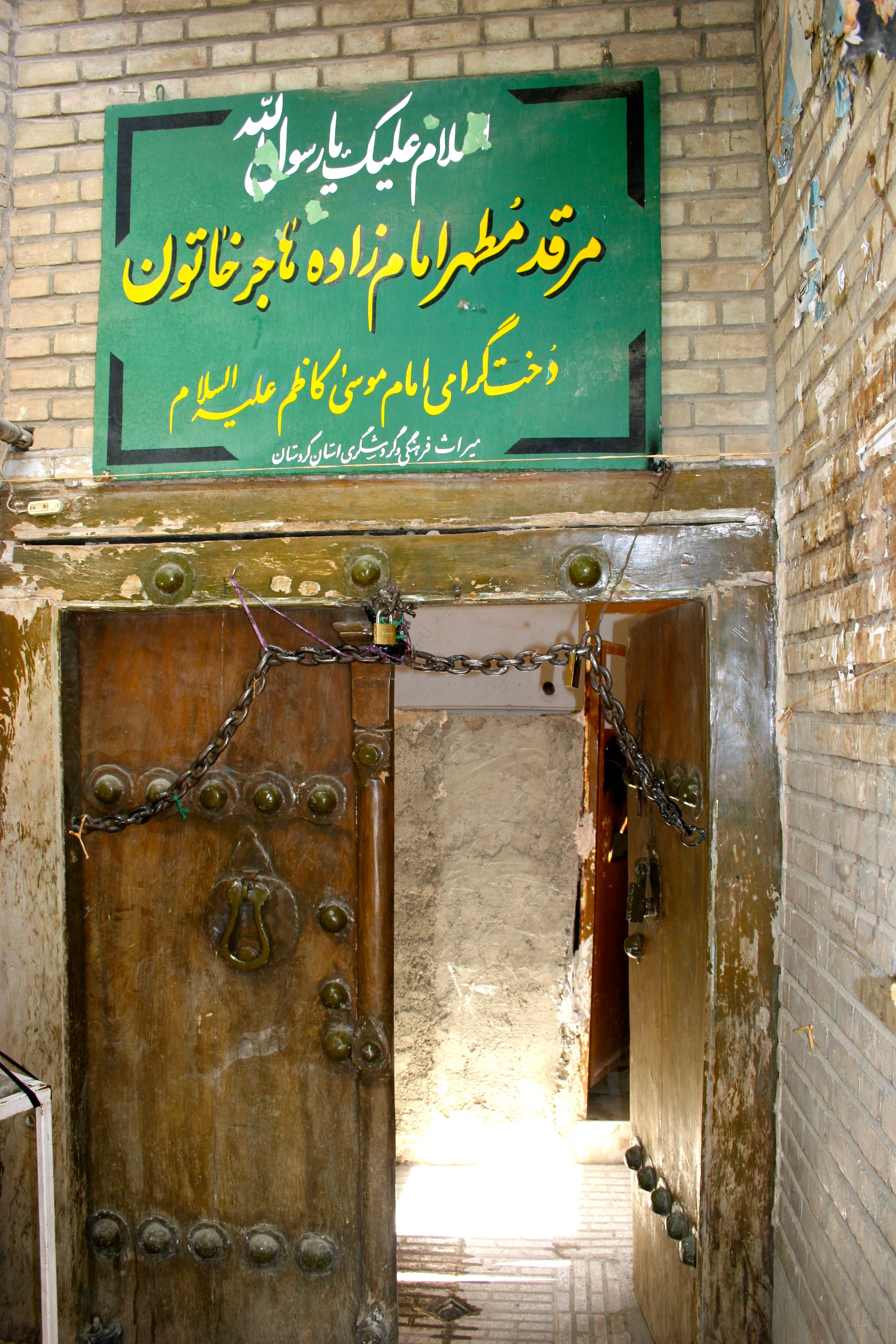
نگاره‌ای از درب قدیمی مسجد هاجرخاتون.

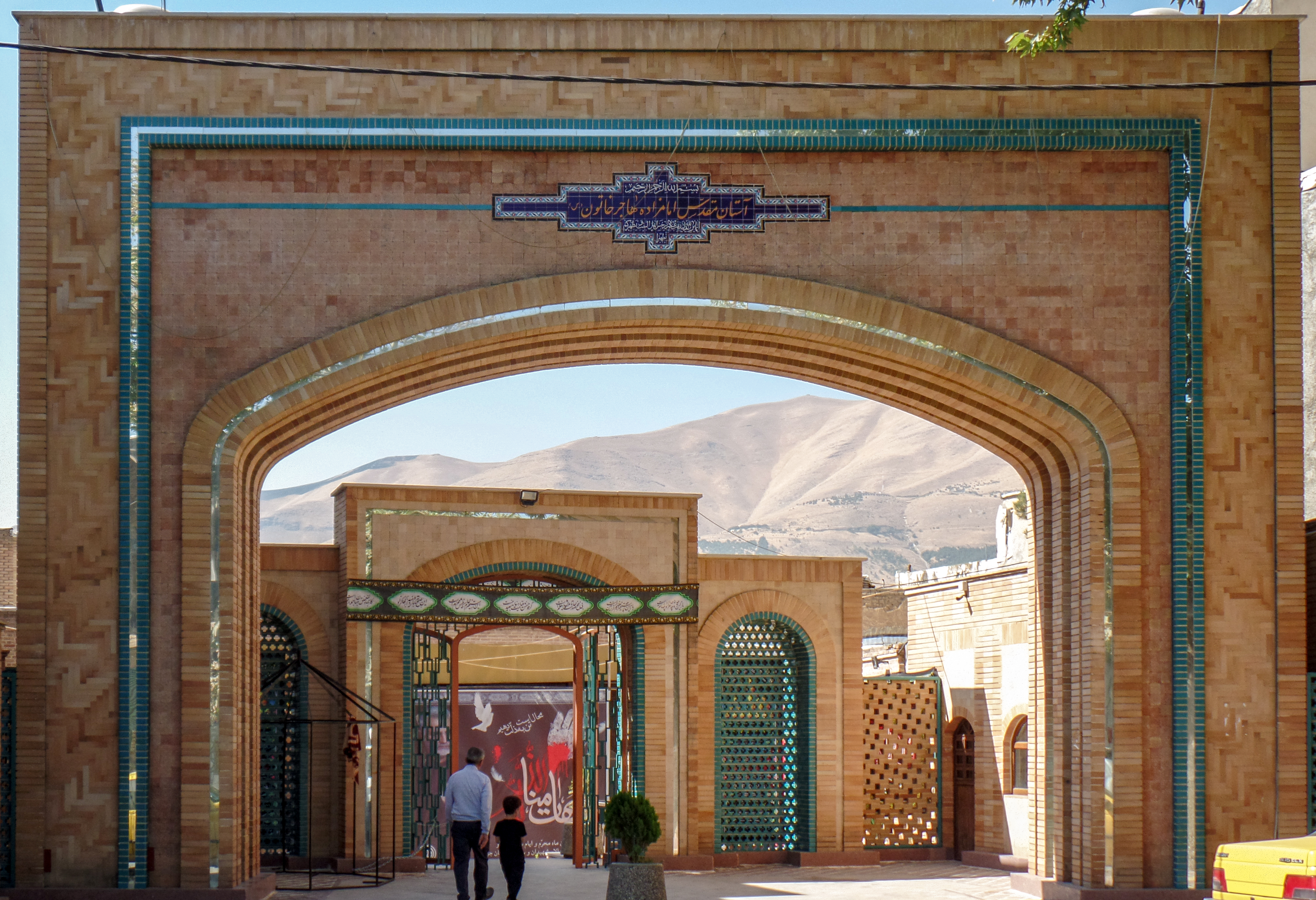
سردر ورودی آرامگاه

مسجد و زیارتگاه هاجرخاتون یکی از مسجدهای شهر سنندج در محله قدیمی سرتپوله واقع در خیابان صلاح‌الدین ایوبی است. مسجد و امامزاده توسط یکی از بزرگان سنندج به نام عارف شیخ شکرالله شهبازی مشهور به «شهباز سنه‌دژ» بازسازی، تعمیر و توسعه یافت و موقوفاتی را برای این مجموعه در نظر گرفت.
هم‌اکنون مسجد و زیارتگاه هاجرخاتون یکی از جاذبه‌های گردشگری و زیارتی شهر سنندج می‌باشد.

## مقبره هاجر خاتون
هاجر خاتون دختر موسی کاظم و خواهر علی بن موسی الرضا است و مرقد ایشان در مسجدی است که به هاجر خاتون معروف است و دارای موقوفاتی می‌باشد
مسجد هاجر خاتون دارای زنجیر و بست می‌باشد یعنی جایی که اگر کسی از ترس دیگری به آنجا پناه برد مانند برخی اماکن مقدسه و خانه‌های بزرگان در امان است

## تاریخچه
براساس روایات موجود، این امامزاده، خواهر علی بن موسی الرضا، امام هشتم شیعیان است که در مسیر سفر علی بن موسی الرضا به خراسان در کردستان درگذشت و در این مکان با حضور علی ابن موسی الرضا، به خاک سپرده شد.
این امامزاده به صورت مجموعه‌ای شامل سه حیاط با فضاهای مجاور، مقبره، مسجد و آرامگاه مشایخ و بزرگان سنندج است.

## معماری شاخص
استفاده از گچ‌بری، آینه‌کاری و نقوش پی‌درپی گل و گیاه، یکی از ویژگی‌های این مسجد است.
هم‌چنین استفاده از معماری کردستان در ایجاد ایوان ستون‌دار در سمت جنوبی بنا از دیگر ویژگی‌های این بنای تاریخی شناخته می‌شوند.